# کنات هارتویگ
کنات هارتویگ (انگلیسی: Knut Hartwig؛ زادهٔ ۱۳ نوامبر ۱۹۶۹) بازیکن فوتبال اهل آلمان است.
از باشگاه‌هایی که در آن بازی کرده‌است می‌توان به باشگاه فوتبال روت‌وایس اسن اشاره کرد.